# Pansy
Pour plus de détails, voir Fiche technique et Distribution.
Pansy est un film muet américain réalisé par Fred Huntley et sorti en 1912.

## Fiche technique
- Réalisation : Fred Huntley
- Production : William Nicholas Selig
- Dates de sortie : 
  -  États-Unis : 25 juin 1912

## Distribution
- Frank Richardson
- Lillian Hayward
- Frank Clark
- George Hernandez
- Fred Littlefield
- Lee Morris
- Nick Cogley
- Roy Watson
- Charles E. 'Bunny' Feehan
- Pete the Bear : Pansy